# Parapsychologie
La parapsychologie est l'étude de phénomènes paranormaux qui mettraient en jeu le psychisme et son interaction avec l'environnement. Ces phénomènes sont appelés phénomènes Psi. Les fondateurs de cette discipline sont Joseph Banks Rhine et Max Dessoir. La parapsychologie a succédé historiquement à la métapsychique, qui étudiait le somnambulisme et les médiums au XIXe siècle.

## Description
La parapsychologie tente d'établir scientifiquement l'existence du Psi. Les phénomènes psi sont généralement classés en deux grandes catégories :
- Les perceptions extra-sensorielles (PES) : clairvoyance, précognition, télépathie ;
- La psychokinèse (PK) : macro-PK (sur des objets de taille « normale »), micro-PK (au niveau quantique), bio-PK (sur des organismes vivants).

La parapsychologie est néanmoins généralement considérée dans les milieux scientifiques comme une pseudo-science à cause de son incapacité à prouver l'existence de son objet d'étude, le Psi, mais aussi par sa remise en cause des principes de nombreux autres domaines scientifiques, comme la physique fondamentale ou la biologie. Les recherches en parapsychologie sont critiquées, voire démythifiées, par les scientifiques relevant du scepticisme scientifique. Les sceptiques reprochent essentiellement aux parapsychologues de ne pas « donner sa chance à l'hypothèse nulle ». Ils acceptent de remettre en question des points de théorie, mais jamais leur postulat, qui est l'existence du Psi, posée a priori ; ils peuvent alors avoir recours à des hypothèses ad hoc. Le psychologue James Alcock répertorie les principaux arguments mettant en doute l'existence du Psi.
À l'inverse, la psychologie des expériences inhabituelles est une discipline qui étudie les phénomènes prétendument paranormaux dans une perspective psychologique, sociologique ou encore ethnologique, sans référence au Psi.
La parapsychologie naît à la fin du XIXe siècle en Angleterre au Trinity College à Cambridge sous l'influence de Henry Sidgwick et Frederic William Henry Myers.
L'illusionniste américain, James Randi, et en France le bio-physicien Henri Broch du Laboratoire de zététique de l'Université de Nice Sophia-Antipolis et le magicien Gérard Majax ont offert un million de dollars à quiconque prouverait l'existence d'un phénomène Psi, sans que jamais personne ne parvienne à relever le défi.

## Origines de la parapsychologie

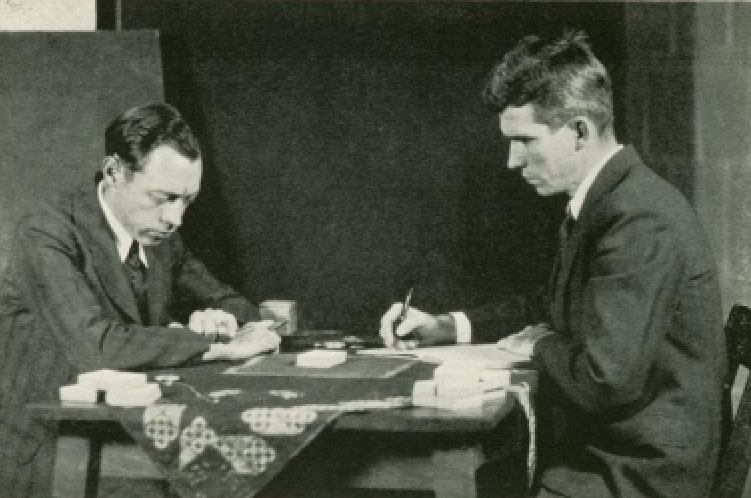
Hubert Pearce avec le parapsychologue J. B. Rhine expérimentant les cartes de Zener.

Les premiers travaux scientifiques sur les phénomènes psychiques exceptionnels sont dus, à la fin du XIXe siècle à Joseph Banks Rhine et Max Dessoir. C'est ce dernier qui créa le terme parapsychologie :
« 
Le mot n'est pas joli, mais d'après moi il a l'avantage d'étiqueter de façon concise un domaine auparavant sans nom à mi-chemin entre le normal et l'anormal ou pathologique, et, après tout, on ne demande pas plus à un tel néologisme qu'une utilité pratique.

Nous dirons donc que la parapsychologie envisage trois sortes de manifestations : celles que l'on considère comme des écarts à la norme, au-dessus ou au-dessous de celle-ci, ou celles se trouvant dans une zone frontière entre les deux et qui peuvent dériver vers les unes ou vers les autres. »
— Max Dessoir, in Sphinx, juillet 1889.

## Chercheurs en parapsychologie
Le terme de parapsychologue fait le plus souvent référence à un chercheur possédant un diplôme de psychologie, bien que des scientifiques d'origines très diverses (physiciens, médecins, biologistes…) en viennent à se spécialiser dans ce domaine. Certains pays, tels que le Royaume-Uni, ont mis en place des diplômes d'état portant spécifiquement sur la parapsychologie. La quasi-totalité des parapsychologues sont membres d'une association scientifique spécifique, la Parapsychological Association (PA) organisme membre de l'AAAS. Les conditions pour devenir « full member » de cette association sont les suivantes : détenir un doctorat, avoir publié un article traitant de parapsychologie reconnu par les membres de l'association comme étant de bonne qualité et ayant été publié dans un journal scientifique ou le méritant, et être coopté par deux membres de l'association. Ces critères sont par exemple quasi identiques à ceux de l'American Psychological Association.
De ce point de vue, rien ne distingue le chercheur en parapsychologie d'un chercheur dans n'importe quel autre domaine d'activité scientifique. C'est d'ailleurs l'avis du sceptique Ray Hyman : « La plupart des parapsychologues expérimentaux ont des diplômes universitaires (…) Ils ont été formés à utiliser les mêmes contrôles expérimentaux et techniques statistiques typiques de l'investigation scientifique ».
Le nombre de membres de la PA semble relativement stable depuis plusieurs années, avec environ une centaine de « full members ». Si l'on inclut les diverses catégories de membre de la PA on peut compter qu'environ 200 chercheurs travaillent dans le domaine de la parapsychologie à travers le monde, dont un quart effectue des recherches à plein temps au sein de structures officielles. Il existe environ une vingtaine de laboratoires universitaires travaillant sur la parapsychologie. La plupart sont situés en Grande-Bretagne.
En voici quelques exemples :
- la Koestler Parapsychology Unit (KPU)[11] de l'université d'Édimbourg,
- le département de parapsychologie de l'université de Northampton en Angleterre[12]
- la chaire de parapsychologie de l'université d'Utrecht aux Pays-Bas[13],
- le département de parapsychologie de l'université de Lund en Suède[14],
- La Perrott-Warrick Research Unit du département de psychologie de l'université d'Herfordshire,
- L'Anomalistic Psychology Research Unit de l'Université Goldsmith de Londres[15],
- le Princeton Engineering Anomalies Research (PEAR)[16] de l'université de Princeton qui n'est actuellement plus en fonctionnement.

## Résultats et hypothèses de la parapsychologie
Les expériences effectuées par les parapsychologues ont mis en évidence des effets. Ces effets ont des tailles relativement faibles, ce qui implique la nécessité d'études avec une forte puissance statistique. Néanmoins, les effets sont du même ordre que ceux observés en médecine et pharmacologie. L'interprétation de ces effets est l'objet de débats au sein de la communauté parapsychologique. À l'heure actuelle il est difficile de déterminer si ces résultats sont le fruit d'artefacts subtils ou la mise en évidence d'interactions inconnues. La principale difficulté provient du fait qu'à supposer que ces interactions existent, il n'existe pas de démonstration sur le plan physique et biologique de leurs mécanismes. Cependant, les travaux déjà effectués permettent d'arriver à un certain nombre d'observations :
- Si les perceptions existent, elles ne reposent pas sur un canal physique tel qu'ondes électromagnétiques, ultra-sons, etc. Des expériences avec cages de Faraday, ou bien à des distances de milliers de kilomètres, ont eu des résultats positifs[20].
- Ces perceptions semblent indépendantes de la distance et du temps. Il n y a pas de différence entre les effets par précognition ou par clairvoyance.
- Une anomalie de communication (télépathie) peut apparaître grâce au protocole Ganzfeld.
- Les résultats varient d’un sujet à l’autre et d’un test à l’autre, ce qui entraine une non-reproductiblité au sens strict. Pourtant, il existe, comme dans toute science humaine, une reproductibilité statistique qui peut être mise en évidence par la méta-analyse[21],[22]. Ces effets ne sont donc pas impossibles à reproduire, ils nécessitent des paramètres spécifiques[23].
- La plupart des expériences psi mettent en évidence un effet de déclin : les réussites sont plus importantes au début qu’au milieu du test, et parfois remontent vers la fin (la fameuse courbe en U). Cet effet, observable dans des expériences de psychologie cognitive classique, pourrait provenir de la fatigue et la lassitude des sujets[24].
- Quelquefois, on obtient du psi-missing, c’est-à-dire des résultats aux tests significativement très inférieurs à ceux prévus par le hasard (comme si les sujets « rataient » volontairement). Il est possible de prévoir avant le déroulement d'une hypothèse ce type d'effets chez les sujets qui ne croient pas en l'existence de ces expériences[25].
- Les phénomènes de RSPK semblent se focaliser autour d’un individu (souvent un jeune souffrant de problèmes psychologiques), et/ou de certains objets[26].
- L’ampleur des effets PK ne dépend pas de la complexité du dispositif expérimental[27].

## Axes de recherche
Les travaux effectués dans le domaine de la parapsychologie expérimentale peuvent être classés en deux grandes catégories :
- Les travaux élitistes concernent les recherches portant sur des sujets « doués », appelés aussi « sujets psi ». Les travaux effectués dans ce domaine, dans des cadres contrôlés, ont pour ambition d'éviter toute interférence dans le protocole expérimental, comme la lecture froide et les effets Barnum dans le domaine des perceptions extra sensorielles. Pour la psychokinèse, les dispositifs mis en place sont généralement plus complexes. En effet, de nombreux exemples de « tricherie » ont été rencontrés chez les sujets, ces derniers utilisant des techniques empruntées à l'illusionnisme.
- Les travaux universalistes ont été développés principalement à l'université de Duke par Joseph Banks Rhine, dans le prolongement de travaux de Charles Richet. Ils ont pour but la mise en évidence d'effets psi chez des individus non sélectionnés. Ces expérimentations nécessitent un nombre d'essais très important, car les phénomènes recherchés apparaissent avec une fréquence très faible. On peut notamment citer le protocole Ganzfeld ou encore les travaux de micro-PK d'Helmut Schmidt. C'est à l'heure actuelle l'approche qui est privilégiée au sein des laboratoires de parapsychologie.

## Polémiques autour de la parapsychologie
La parapsychologie est un champ d'étude particulièrement controversé. L'existence même de son sujet d'étude n'est pas prouvée et est régulièrement remise en question. Le consensus scientifique ne considère pas le psi comme un réel phénomène,,,,,,,. Cette discipline est confrontée à de nombreuses critiques dans la communauté scientifique et par les sceptiques (ou en France les tenants de la Zététique) :
- Elle est premièrement contestée en raison de son incapacité à prouver l'existence de son objet d'étude (le Psi).
- On lui reproche ensuite aussi le plus souvent la faiblesse de ses protocoles expérimentaux et le manque de rigueur des parapsychologues, qui tirent des conclusions hasardeuses par rapport aux résultats des expériences.
- Une autre critique majeure de la parapsychologie est qu'elle n'a jamais réussi à produire une expérience qui puisse être reproduite par tous (que le chercheur soit un croyant ou un sceptique) avec des résultats constants.
- Un autre reproche classique est qu'il s'agit d'un domaine de recherche largement envahi par la fraude, les chercheurs falsifiant leurs résultats,
- Les sceptiques parlent aussi souvent dans la littérature sceptique de l'« effet tiroir », qui est un biais de publication.

La parapsychologie est souvent qualifiée par les sceptiques ou les tenants de la Zététique en France de pseudo-science pour ces différentes raisons.

### Parapsychologie et fraude

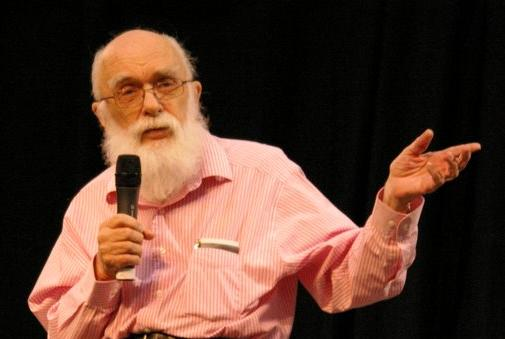
L'illusionniste et sceptique James Randi a démontré que l'illusionnisme peut simuler et dupliquer certains supposés phénomènes psychiques.

On peut tout d'abord remarquer qu'il existe plusieurs exemples historiques de fraude en parapsychologie. Au XIXe siècle, par exemple, alors que le débat faisait rage à propos du spiritisme et de l'existence des esprits, l'illusionniste Harry Houdini fut un critique de certains médiums. Il dénonça les trucs d'illusionnisme utilisés par les médiums spirites afin de faire croire qu'ils étaient capables de communiquer avec les morts. Mais il faut remarquer que les parapsychologues et les métapsychistes eux aussi ont effectué ce travail d'explication et de mise en évidence de divers procédés charlatanesques. Certains prestidigitateurs célèbres, par exemple Robert-Houdin, n'ont d'ailleurs pas été en mesure, dans certaines séances, d'expliquer les phénomènes observés. À la fin du XIXe siècle, les pouvoirs psychiques des sœurs Creery (Mary, Alice, Maud, Kathleen, et Emily) ont fait l'objet de tests par la Society for Psychical Research qui a validé leur capacité psychique. Cependant, lors d'une expérience ultérieure, elles ont été surprises en utilisant des codes de signaux et elles ont avoué la fraude,. Le réalisateur George Albert Smith, un pionnier du cinéma, et le journaliste Douglas Blackburn ont été reconnus véritables médiums par la Society for Psychical Research mais Blackburn a avoué la fraude :

« For nearly thirty years the telepathic experiments conducted by Mr. G. A. Smith and myself have been accepted and cited as the basic evidence of the truth of thought transference...
...the whole of those alleged experiments were bogus, and originated in the honest desire of two youths to show how easily men of scientific mind and training could be deceived when seeking for evidence in support of a theory they were wishful to establish. »

#### Fraude des sujets
Il peut exister deux types de fraudes en parapsychologie : le premier est celui en provenance de sujets étudiés, le second est celui de données altérées par les parapsychologues eux-mêmes. En ce qui concerne la première catégorie, il est essentiel, lorsqu'on étudie un sujet prétendument doué pour le psi, d'avoir un illusionniste pour minimiser au maximum le risque de tricheries. Différents ouvrages proposent des conseils pour prévenir ce genre de fraudes, tel que par exemple l'ouvrage de Richard Wiseman et Robert L. Morris Guidelines for testing psychic claimants.
On pourra également remarquer la difficulté de travailler avec des sujets dans le domaine de la psychokinèse, comme Uri Geller, ayant des connaissances en prestidigitation. Ce dernier a notamment été critiqué par James Randi. Une expérience, publiée dans la revue Nature, a d'ailleurs été l'occasion de nombreux débats.

#### Cas de fraude d'expérimentateurs
- L'affaire Walter J. Levy[45], élève de Rhine. Dans ce cas, c'est l'équipe du laboratoire de parapsychologie de l'université de Duke, qui en vérifiant les données, se rendit compte d'une incohérence dans celles provenant de Levy. Levy, sous la pression de Rhine, avoua avoir triché. Rhine publia dans le Journal of Parapsychology cette découverte et toutes les publications de Levy furent donc jugées par les parapsychologues comme irrecevables.
- L'affaire Samuel Soal[46].

Harvey J. Irwin et Caroline A. Watt indiquent pour leur part qu'aucune étude ne démontre qu'il y a davantage de fraude en parapsychologie que dans les autres disciplines.
Charles Edward Mark Hansel propose d'autres exemples de fraude de la part de chercheurs en parapsychologie dans son ouvrage ESP: A Scientific Evaluation. Hansel, tout comme Randi, est critiqué par certains scientifiques concernant la cohérence des critiques.
Outre la fraude, il peut exister des erreurs, provenant des convictions des expérimentateurs. On parle alors d'effet Rosenthal ou effet Pygmalion.

### Problème de la reproductibilité
Il s'agit du principal reproche à l'encontre de la parapsychologie. Le faible taux de reproductibilité des expériences ainsi que la variabilité des résultats en fonction des expérimentateurs sont pointés du doigt par les sceptiques, qualifiant la discipline de pseudo-science. En effet, le principe de reproductibilité est considéré comme une caractéristique essentielle d'une science expérimentale. Les observateurs sceptiques considèrent que les difficultés de reproduction des résultats significatifs par d'autres chercheurs sont une preuve que le psi n'existe pas et que les résultats positifs sont dus à des biais expérimentaux.

### Effet Tiroir
Les critiques de la parapsychologie mentionnent souvent l'existence d'un effet « tiroir » (ou en anglais filedrawer effect) en parapsychologie. L'Effet Tiroir est un biais de publication, qui existe dans tous les domaines de la science, mais qui joue à plein en parapsychologie : les revues ont beaucoup plus tendance à publier des recherches ayant des résultats positifs que des recherches ayant des résultats négatifs. Le résultat de ce biais de publication est qu'en lisant la littérature le lecteur a l'impression que les résultats sont en faveur d'une hypothèse (en parapsychologie, l'hypothèse de l'existence du psi), alors que si toutes les recherches étaient publiées il pourrait constater qu'en moyenne les résultats sont en défaveur de l'hypothèse.
Henri Broch, ainsi que d'autres auteurs, ont pour cette raison critiqué les méta-analyses. Le résultat d'une méta-analyse dépend des études qui sont incluses dans celle-ci. S'il y a un biais important de publication, alors forcément le résultat de la méta-analyse sera biaisé. Cependant, il existe diverses méthodes permettant d'estimer l'importance d'un effet tiroir dans un ensemble de publications données, et de corriger le résultat de la méta-analyse en conséquence.

### Anormalité et causalité
Les expériences de parapsychologie tentent de mettre en évidence des déviations statistiques anormales liées à un paramètre de l'expérience (par exemple le taux de réussite que les sujets ont à deviner la couleur d'une carte en fonction de cette couleur) or, une corrélation n'implique pas que le lien est le psi. Cela peut être dû à des paramètres cachés de l'expérience.

### Effet expérimentateur
Le terme d'effet expérimentateur prend un sens particulier dans le domaine de la parapsychologie. C'est une forme particulière de l'effet mouton-chèvre au niveau de l'expérimentateur. Les parapsychologues émettent l'hypothèse que l'expérimentateur pourrait avoir une influence sur les résultats de façon psi (et non pas de façon classique, par exemple avec l'effet Rosenthal). Les sceptiques, à l'inverse, y voient un effet Rosenthal classique. La possibilité de distinguer d'éventuels effets psi provenant des sujets avec ceux provenant des expérimentateurs est un débat important au sein de la communauté des parapsychologues.

### Activité cérébrale
Si le psi existe, il doit être possible d'identifier une activité cérébrale particulière lors d'une tâche psi. Certaines études semblent suggérer des corrélations des EEG entre sujets isolés,. Ce type de corrélation a aussi été mis en évidence par IRMf,,. Une activité cérébrale avant présentation d'un stimulus visuel a aussi été mise en évidence dans une expérience sur le pressentiment. Cependant, une étude récente utilisant aussi l'IRMf, n'a trouvé aucune différence d'activation cérébrale entre une tâche psi et une tâche similaire non psi. Les auteurs de ce dernier travail affirment que leur recherche apporte une preuve forte en défaveur de l'existence du psi.

## Applications potentielles de la parapsychologie

### Dans le domaine du renseignement
Les travaux les plus connus sur le sujet sont ceux effectués sous l'égide de la CIA, dont le dernier nom de code fut « Stargate ». Durant près de 20 ans, un programme top secret fut dirigé par la CIA et impliquait un groupe de sujets psi sélectionnés et entraînés en vue d'applications dans le domaine du renseignement. Le sujet censé être le plus doué dans cette équipe, Joe McMoneagle, a reçu la croix du mérite pour son travail. La CIA a demandé à deux observateurs, Ray Hyman et Jessica Utts, de juger les résultats de ces travaux. Leurs avis divergent. Leurs rapports sont consultables en ligne.

### Dans le domaine de la recherche de personnes disparues
Il n'existe pas à l'heure actuelle d'étude fiable de grande ampleur sur le sujet. Il existe cependant un certain nombre de publications portant sur des personnes retrouvées à l'aide, voire parfois uniquement, d'informations données par des sujets psi. Cependant, comme d'habitude dans ce champ de recherche, les avis divergent. Pour certains, le fait que les sujets n'obtiennent pas toujours des résultats est suffisant pour fortement critiquer ce type d'application. Ce fut notamment le cas dans une affaire belge.

## Situation en France
En France, la parapsychologie n'est pas reconnue comme une discipline scientifique et n'est enseignée dans aucune université publique.
Le principal organisme de recherche sur le sujet est l'Institut métapsychique international. Sous son égide s'est déroulé le Projet Agape concernant la télépathie entre les participants à deux groupes séparés phoniquement et visuellement. Ce projet a été mené avec la participation de plusieurs statisticiens toulousains appartenant à l'Université des Sciences Sociales, à l'Université Paul-Sabatier et à l'INRA. Cette étude a donné des résultats qui ne s'écartent pas de l'hypothèse nulle (H0) selon laquelle un tirage au sort aurait pu produire un résultat analogue.
L'IMI créé en 1919, a notamment compté parmi ses membres fondateurs, Charles Richet, (prix Nobel de physiologie).
Le Groupe d'Études Expérimentales des Phénomènes Parapsychologiques (GEEP) et la Revue de Psychotronique s'intéressent également au sujet.
Le laboratoire de zététique d'Henri Broch, propose pour sa part une approche sceptique de ces phénomènes, c'est-à-dire qu'il chercherait, avec la méthode scientifique, à étudier les phénomènes « paranormaux » et notamment les phénomènes psi.